# Aerococcaceae
Aerococcaceae jsou čeledí grampozitivních bakterií z řádu Lactobacillales. Čeleď obsahuje bakterii Aerococcus, která způsobuje infekční onemocnění humrů.

## Podřazené taxony
- Abiotrophia
- Aeroccocus
- Dolosicoccus
- Eremococcus
- Facklamia
- Fundiococcus
- Globicatella
- Ingavigranum
- Vaginisenegalia